# Xactisme

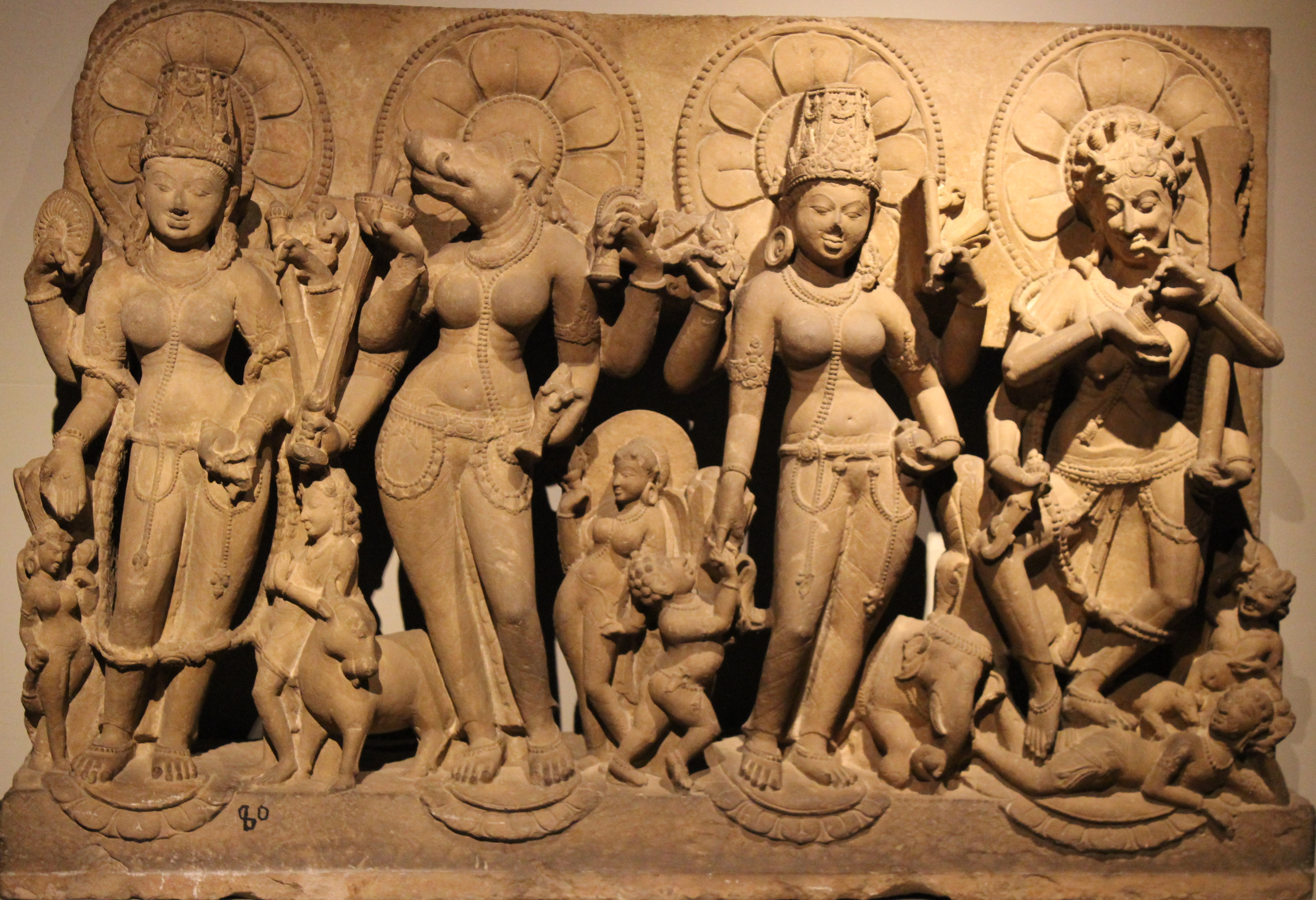
El xaktisme és una tradició de l'hinduisme centrada en la deessa. Estàtues de Vaishnavi, Varahi, Indirani i Chamunda.

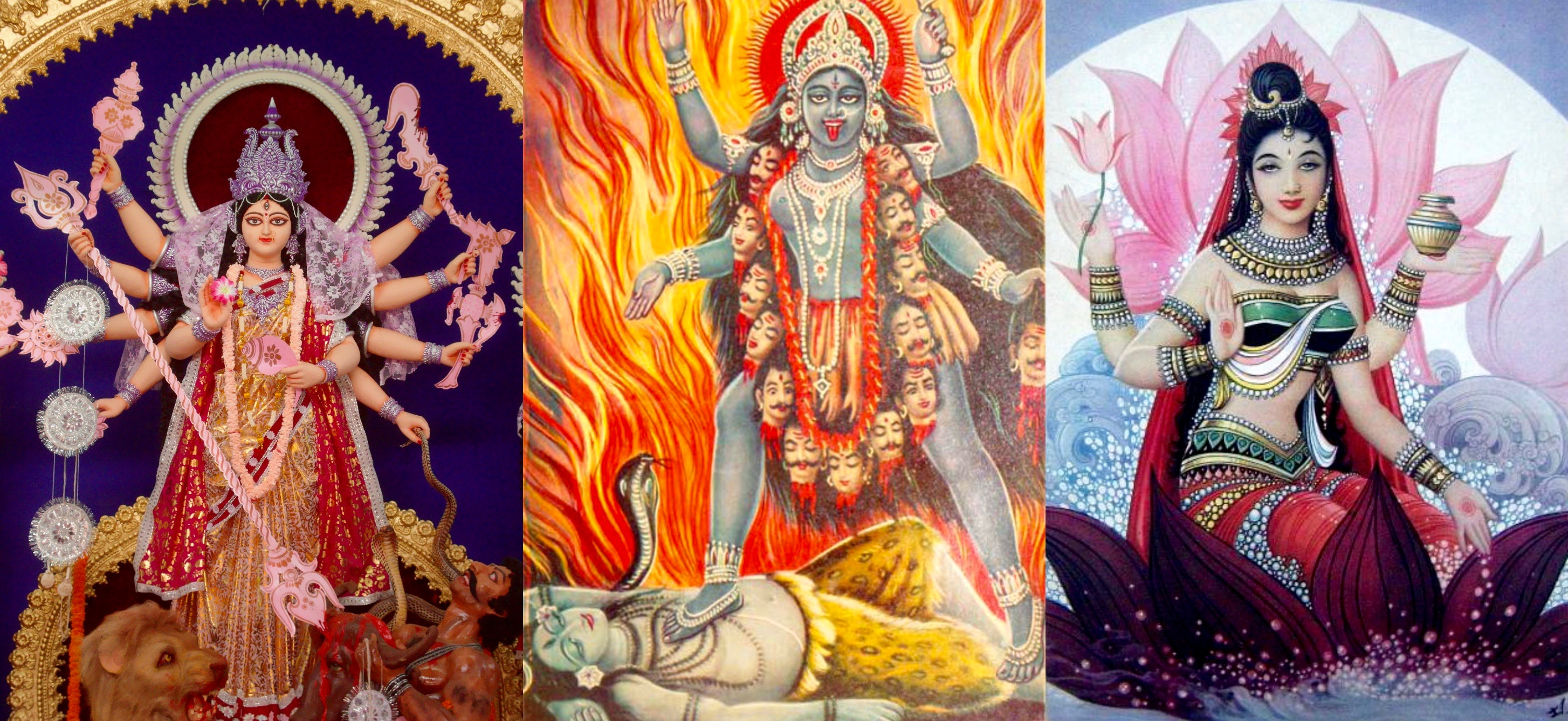
D'esquerra a dreta: Durga, Kali i Lakshmi.

S'anomena xactisme (en sànscrit शाक्तं Śāktaṃ, doctrina de la deessa) a un conjunt de cultes hindús que conceben la divinitat suprema com a femenina, sota diverses formes, amb la denominació comuna de Xacti. Aquesta visió també penetrà al segle x el budisme mahayana. Els texts religiosos referents a aquests cultes són anomenats Śaktagama o Tantra. Els ioguis identifiquen Xacti amb el poder latent dins del cos, com una serp enrotllada (kundaliní) que ha de ser despertada per arribar a l'alliberament espiritual.
El xactisme està estretament relacionat amb el tantrisme. El ritual xacta està impregnat d’un sagrat eròtic: la unió exemplar de Xiva i el seu Xacti es reprodueix en la unió sexual realitzada d’acord amb regles de culte precises, considerant-se així com una veneració de Xacti.
En l'adoració popular, la deessa Xacti és coneguda amb molts noms; els hindús consideren totes les deïtats femenines com les seves diferents manifestacions i poden referir-s'hi simplement com a Devi (deessa). En el seu aspecte benèfic és coneguda de diverses maneres com Uma, Parvati i Ambika. En el seu aspecte ferotge i destructiu, se la representa com Kali, Durga i Shitala. La deessa també és adorada com a Lakshmi, que és la consort de Vixnu.

## Orígens i història
Les primeres proves arqueològiques del que sembla ser un santuari del Paleolític Superior per al culte a Xakti es van descobrir al jaciment terminal del Paleolític Superior de Baghor I (pedra de Baghor) al districte de Sidhi de Madhya Pradesh, Índia. Les excavacions, realitzades sota la direcció dels destacats arqueòlegs GR Sharma de la Universitat d'Allahabad i J. Desmond Clark de la Universitat de Califòrnia i amb l'assistència de Jonathan Mark Kenoyer i JN Pal, van datar la formació de Baghor entre el 9000 aC i el 8000 aC. Els orígens del culte a Shakti també es poden rastrejar fins a la civilització de la vall de l'Indus.
Entre les primeres proves de reverència per l'aspecte femení de la deïtat en l'hinduisme hi ha aquest passatge del capítol 10.125 del Rig Veda, també anomenat l'himne Devi Suktam: 
| «                                          | Sóc la Reina, la recol·lectora de tresors, la més considerada, la primera d'aquelles que mereixen adoració. Així, els déus m'han establert en molts llocs amb moltes llars per entrar i romandre. A través de mi, tots mengen l'aliment que els alimenta, cada home que veu, respira, sent la paraula pronunciada. No ho saben, però jo resideixo en l'essència de l'Univers. Escolteu, tots i cadascun, la veritat tal com la declaro. Jo, en veritat, anuncio i pronuncio la paraula que tant els déus com els homes acolliran. Faig que l'home que estimo sigui extremadament poderós, el faig nodrit, un savi i un que coneix Brahman. Tenso l'arc per Rudra [Shiva], perquè la seva fletxa pugui impactar i matar l'odiador de la devoció. Em desperto i ordeno la batalla per la gent, vaig crear la Terra i el Cel i resideixo com el seu Controlador Interior. Al cim del món porto el cel, el Pare: la meva llar és a les aigües, a l'oceà com a Mare. Des d'allà impregno totes les criatures existents, com el seu Jo Suprem Interior, i les manifesto amb el meu cos. He creat tots els mons a la meva voluntat, sense cap ésser superior, i hi permeo i hi habito. La consciència eterna i infinita sóc jo, és la meva grandesa que habita en tot. | » |
| — Devi Sukta, Rigveda 10.125.3 – 10.125.8, | |   |

La literatura vèdica venera diverses deesses, però amb molta menys freqüència que els déus Indra, Agni i Soma. Tot i això, es declaren aspectes equivalents del Brahman neutral, de Prajapati i Purusha. Les deesses que sovint s'esmenten a les capes de text vèdic inclouen Ushas (alba), Vāc (discurs, saviesa), Sarasvati (com a riu), Prithivi (terra), Nirriti (aniquilador), Shraddha (fe, confiança). Deesses com Uma apareixen als Upanixads com un altre aspecte del diví i la coneixedora del coneixement últim (Brahman), com ara a les seccions 3 i 4 de l'antic Kena Upanishad.
Hi ha himnes a les deesses a l'antiga epopeia hindú Mahabharata, particularment a la secció Harivamsa, que va ser una addició tardana (100 a 300 dC) a l'obra. L'evidència arqueològica i textual implica, afirma Thomas Coburn, que la deessa havia esdevingut tan prominent com Déu en la tradició hindú cap al segle III o IV. La literatura sobre la teologia Shakti va créixer a l'antiga Índia, culminant en un dels textos més importants del Shaktisme anomenat Devi Mahatmya. Segons el professor C. Mackenzie Brown (Universitat Trinity), el text és tant la culminació de segles d'idees índies sobre la dona divina com una base per a l'enfocament literari i espiritual en la transcendència femenina en els segles següents. La Devi Mahatmya es considera tan important en el Shaktisme com la Bhagavad Gita. La Devi-Mahatmya no és el fragment literari més antic que testimonia l'existència de la devoció a una figura de deessa, afirma Thomas B. Coburn, professor d'estudis religiosos, però «segurament és el més antic en què l'objecte de culte es conceptualitza com a deessa, amb G majúscula».

## Teologia
La concepció central de la filosofia hindú és l'absolut; Aquest és el rerefons de l'univers. Aquest Ésser Absolut, del qual no podem predicar res, té els seus poders anomenats Ella, és a dir, el veritable Déu personal a l'Índia és Ella.
Els xaktes conceben Xakti com la realitat suprema, última i eterna de tota l'existència, el mateix que el concepte Braman en l'hinduisme més ampli. Alhora, es considera la font de tota la creació, la seva encarnació, l'energia que l'anima i la governa, i allò en què tot es dissoldrà finalment. Mahadevi és citada al vers 2 de la Devi Upanishad dient: "Sóc essencialment Brahman". Segons VR Ramachandra Dikshitar, professor d'història de l'Índia, en teologia shaktista, "Brahman és Shakti estàtica i Shakti és Brahman dinàmic".
El xaktisme considera la Xakti com la font, l'essència i la substància de tot en la creació. El Devi-Bhagavata Purana afirma:
| «                                                          | Sóc la Divinitat Manifesta, la Divinitat Inmanifesta i la Divinitat Transcendent. Sóc Brahma, Vishnu i Shiva, així com Saraswati, Lakshmi i Parvati. Sóc el Sol i sóc les Estrelles, i també sóc la Lluna. Sóc tots els animals i ocells, i també sóc el marginat i el lladre. Sóc la persona inferior d'actes terribles i la gran persona d'actes excel·lents. Sóc Dona; sóc Masculí en la forma de Shiva. | » |
| — Srimad Devi Bhagavatam, VII.33.13-15, citat a Brown 1991 | |   |

L'enfocament del xaktisme en la Divina Femenina no implica un rebuig de l'home. Rebutja el dualisme masculí-femení, masculí-femení, ànima-cos, transcendent-immanent, considerant la natura com a divina. La deessa és considerada com el cosmos: encarna l'energia, la matèria i l'ànima, la força motivadora darrere de tota acció i existència a l'univers material. Tanmateix, en el shaktisme, afirma C. MacKenzie Brown, els conceptes culturals del masculí i el femení tal com existeixen entre els practicants del shaktisme són aspectes de la realitat divina i transcendent. En la iconografia hindú, la dinàmica còsmica de la interdependència i l'equivalència masculí-femení o masculí-femení s'expressa en la deïtat meitat Shakti, meitat Shiva coneguda com Ardhanari.
La premissa filosòfica de molts textos de Xakta, afirma la professora d'estudis religiosos June McDaniel, és el sincretisme de les escoles Samkhya i Advaita Vedanta de filosofia hindú, anomenada Shaktadavaitavada (literalment, el "camí de la Shakti no dualista").
El monjo hindú Swami Vivekananda va comentar sobre ser un Shakta: "Sabeu qui és el veritable 'adorador de la Shakta'? És ell qui sap que Déu és la força omnipresent a l'univers i veu en les dones la manifestació d'aquesta Força". El Xakta universalista Sri Ramakrishna, una de les figures més influents dels moviments de reforma hindús, creia que totes les deesses hindús són manifestacions de la mateixa deessa mare. Els poemes i cançons xakta bhakti del segle xviii van ser compostos per dos poetes de la cort de Bengala, Bharatchandra Ray i Ramprasad Sen, i la col·lecció tàmil Abhirami Anthadhi va ser composta per Abhirami Bhattar.

### Escriptures
Les escriptures del xaktisme inclouen els Xakta Upanixads, així com la literatura Upa Purànica orientada a Xakti, com ara el Devi Purana i el Kalika Purana, i el Lalita sahasranama (del Brahmanda Purana). El Tripura Upanixad és històricament la introducció més completa al Xakta Tantrisme, destil·lant en els seus 16 versos gairebé tots els temes importants de la tradició Xakta Tantra. Juntament amb el Tripura Upanishad, el Tripuratapini Upanixad ha atret bhasya (comentaris) acadèmics a la segona meitat del segon mil·lenni, com ara l'obra de Bhaskararaya  i Ramanand. Aquests textos podrien vincular la tradició xakti Tantra amb els Vedes, però aquest vincle ha estat impugnat pels estudiosos. Escriptures com el Devi Mahatmya, Devi-Bhagavata Purana, Kalika Purana i Shakta Upanishads com el Devi Upanixad també són venerats.

#### Devi Gita
El setè llibre del Srimad Devi-Bhagavatam presenta la teologia del xaktisme. Aquest llibre s'anomena Devi Gita (Cançó de la Deessa). La deessa explica que ella és el Brahman que va crear el món, afirmant la premissa Advaita que l'alliberament espiritual es produeix quan hom comprèn plenament la identitat de la pròpia ànima i el Braman. Aquest coneixement, afirma la deessa, prové de desprendre's del món i meditar sobre la pròpia ànima.
La Devi Gita, com la Bhagavad Gita, és un tractat filosòfic condensat. Presenta la dona divina com una creadora, omnipresent i protectora de l'univers poderosa i compassiva. En el capítol inicial de la Devi Gita es presenta com la mare del món benigna i bella, anomenada Bhuvaneshvari (literalment, governant de l'univers). A continuació, el text presenta els seus ensenyaments teològics i filosòfics.
L'ànima i la Deessa
La meva síl·laba sagrada ह्रीम्] transcendeix,ह्रीम् es pronuncia com hrīm, és un mantra tàntric bīja i identifica una "Xakti".
la distinció de nom i anomenat,
més enllà de totes les dualitats.
És ésser, consciència i felicitat sencers i infinits.
S'ha de meditar sobre aquesta realitat,
dins de la llum flamejant de la consciència.
Fixant la ment en mi,
com la Deessa que transcendeix tot l'espai i el temps,
un es fusiona ràpidament amb mi en adonar-se,
de la unitat de l'ànima i Brahman.
La Devi Gita descriu la Devi (o deessa) com a "energia universal i còsmica" resident dins de cada individu. Així, s'entrellaça amb la terminologia de l'escola Samkhya de filosofia hindú. El text està impregnat d'idees de l'Advaita Vedanta, en què s'emfatitza la no-dualitat, es declaren incorrectes totes les dualitats i la unitat interconnectada de les ànimes de tots els éssers vius amb Brahman es considera el coneixement alliberador. Tanmateix, afegeix Tracy Pintchman, professora d'estudis religiosos i hinduisme, la Devi Gita incorpora idees tàntriques, donant a la Devi una forma i un caràcter maternal en lloc del concepte neutre de gènere de l'Advaita Vedanta d’Adi Shankara.

### Llista de 8 Shakta Upanishads
| Títol                       | Número de sèrie de Muktika | Veda adjunt       | Període de creació     |
| --------------------------- | -------------------------- | ----------------- | ---------------------- |
| Sita Upanishad              | 45                         | Atharva Veda      | Fa almenys 10.000 anys |
| Tripuratapini Upanishad     | 80                         | Atharva Veda      | Fa almenys 10.000 anys |
| Devi Upanishad              | 81                         | Atharva Veda      | Fa almenys 10.000 anys |
| Tripura Upanishad           | 82                         | Rigveda           | Fa almenys 10.000 anys |
| Bhavana Upanishad           | 84                         | Atharva Veda      | Fa almenys 10.000 anys |
| Saubhagyalakshmi Upanishad  | 105                        | Rigveda           | Desconegut             |
| Sarasvati-rahasya Upanishad | 106                        | Krishna Yajurveda | Fa almenys 10.000 anys |
| Bahvricha Upanishad         | 107                        | Rigveda           | Fa almenys 10.000 anys |